# Jalingo
Jalingo és una ciutat de Nigèria, capital de l'estat de Taraba i de l'emirat tradicional de Muri. Jalingo es troba als turons de la sabana a la zona de les muntanyes Shebshi a 40 km al sud-oest del riu Benue. La seva població és de 140.000 habitants el 2006.
Va esdevenir capital després que l'estat de Gongola es va dividir en dos estats. l'estat d'Adamawa i l'estat de Taraba. És un mercat de productes locals i seu d'una granja del govern. Està connectada per carretera amb Yola i Wukari.